# TV Girl
TV Girl est un groupe américain de pop indie de San Diego, en Californie, composé de Brad Petering, Jason Wyman et Wyatt Harmon,. Depuis 2023, le groupe est basé à Los Angeles.
Le groupe a sorti son premier EP en 2010 et une mixtape en 2012, suivi d'un premier album, French Exit, en 2014. Leur deuxième, Who Really Cares, sort en 2016, suivi d'autres albums en 2018 et 2023, et réalisant aussi des albums collaboratifs et d'EP.

## Débuts (2010)
En 2010, TV Girl a attiré l'attention pour la première fois en samplant la version solo de Todd Rundgren de Hello It's Me de 1973 pour le titre If You Want It de leur premier EP TV Girl,. Rhino Entertainment, qui détient tous les droits sur la chanson originale, a demandé un retrait de la chanson au groupe. qui a alors été contraint de faire disparaître d'Internet alors que c'est en ligne que la chanson avait acquis l'essentiel de sa popularité.
La mixtape de 2012, The Wild, The Innocent, The TV Shuffle, est offerte gratuitement, accompagnée d'un livre de coloriage téléchargeable. Cette sortie aurait constitué leur premier album, mais selon Petering et Ngo, l'œuvre était plus considérée comme une mixtape.
En 2013, ils sortent le single "She Smokes in Bed", qui fera partie du troisième EP de TV Girl, Lonely Women .  La même année, TV Girl subit un changement crucial lorsque Trung Ngo quitte le groupe, laissant Brad Petering comme seul membre. Petering, auparavant concentré sur les beats, occupe sans problème le rôle de chanteur principal après le départ de Ngo (bien que Ngo revient pour enregistrer les chœurs pour les chansons de French Exit "Birds Don't Sing" et "Hate Yourself"). Peu de temps après, Jason Wyman et Wyatt Harmon s'associent à Petering. 
En 2014, TV Girl a sorti son premier album French Exit, qualifié de « remarquablement solide » par Bandwagon Magazine.

## Talent artistique

### Influences
TV Girl sample régulièrement des chansons des années 1960 dans leur musique. Un exemple de ceci est visible dans la chanson Lovers Rock, où l'accompagnement est créée à partir d'un sample en boucle de l'intro du single The Dance is Over des Shirelles, initialement sorti en 1960. Dans un article publié sur Reddit, Petering écrit qu'il « ne se lasse jamais de rechercher de la musique ancienne et obscure. J'écoute beaucoup de musique et je trouve mes boucles et mes sons de cette façon. »

### Style musical et écriture
Le groupe emploie un genre difficile à définir, avec une inspiration majeure de la fusion, du plunderphonics, de l'indie pop, du lo-fi et de la musique électronique que l'on retrouve dans la plupart de leurs œuvres (notamment dans les albums French Exit, Who Really Cares, Death of a Party Girl et Summer's Over ), tout en reprenant des éléments plus trip-hop dans d'autres œuvres (que l'on retrouve  dans Who Really Cares et Purple Hearts Club Band de Maddie Acid ), et dans certains cas, des caractéristiques plus mainstream liées au gospel, au garage house, au funk et même jazz (spécifique à Grapes Upon the Vine ). Dans l'ensemble, le groupe se présente comme un groupe « pop hypnotique », en raison de son utilisation du sample, des claviers et des effets de réverbération,. Le duo a été bouleversé lorsque leur musique a été qualifiée de « pop californienne ensoleillée », soulignant qu'il n'y a aucune allusion lyrique dans leur musique qui justifie ce titre.
Au niveau des paroles, la majorité de la discographie de TV Girl tourne autour de l'amour et des relations : Lovers Rock, une ballade amoureuse nommée d'après le sous-genre reggae du rock amoureux . Leur sujet est nostalgique et triste, mais à la fois sarcastique et humoristique. Certains motifs des paroles du duo incluent le chagrin, le cynisme, les souvenirs, les cigarettes, les cheveux, le sexe, les prénoms des femmes et la solitude.

## Discographie

### Albums studios
- French Exit (2014)
- Who Really Cares  (2016)
- Death of a Party Girl (2018)
- Grapes Upon the Vine (2023)[12]

### Albums collaboratifs
- Purple Hearts Club Band de Maddie Acid (2018) (avec Madison Acid)
- Aestheticadelica (2020) (avec Bloodbath64)
- Summer’s Over (2021) (avec Jordana )
- Ace of Tre (2023) (avec Varial Heel)
- Fauxllenium (Japanese Deluxe Edition) (2025) (avec George Clanton)

### Mixtapes
- The Wild, The Innocent, The TV Shuffle (2012)

### EP
- TV Girl (2010)
- Benny and the Jetts (2011)
- Lonely Women (2013)
- The Night in Question: French Exit Outtakes (2020)[13]

### Singles
- Girl Like Me (2011)
- Diet-Coke (2012)
- She Smokes in Bed (2013)
- Natalie Wood (2015)
- Average Guy (Blame) (2013) (réédité en 2023) [upper-alpha 1]

### Autres chansons répertoriées et certifiées
| Lovers Rock                                                                                           | 2014 | —  | 14 | 100 | 82 | 35 | 84 | 29 | - BPI : Argent | French Exit           |
| Cigarettes Out the Window                                                                             | 2016 | —  | 22 | —   | —  | 36 | —  | 46 | - BPI : Argent | Who Really Care       |
| Not Allowed                                                                                           | 2016 | 11 | 16 | —   | —  | 30 | —  | 35 | - BPI : Argent | Who Really Care       |
| Blue Hair                                                                                             | 2018 | —  | 11 | —   | 95 | 99 | —  | 35 |                | Death of a Party Girl |
| "-" désigne un enregistrement qui n'a pas été enregistré ou qui n'a pas été diffusé sur ce territoire |      |    |    |     |    |    |    |    |                |                       |

### Démos
- Blurry Girls (Demos, Unreleased Songs, and Other Ephemera) (2012)[20]

### Albums produits
- Posthumous Release (2013) (par Coma Cinema )[21]
- Ace Of Tre (2023) (par Varial Heel)